# Abdul Qadir Mumin
Abdul Qādir Mūmin, även benämnd Abdulkadir Mumin, född mellan 1950 och 1953 i Puntland, dåvarande Italienska Somaliland, är en somalisk islamist och ledare för Islamiska staten i Somalia. Han var tidigare en högt uppsatt religiös ledare i al-Shabaab.

## Biografi
Mūmin föddes i Qandala, Puntland, Somalia av föräldrar tillhörande Majeerteen-klanen.

### Europavistelsen, 1990-2010
Mūmin bodde i Europa i 20 år, först i Angered i Göteborg 1990–2003 och därefter i England fram till 2010.
I England predikade han vid Masjid Quba i Leicester och Greenwich Islamic Centre i London. År 2010 deltog han i en presskonferens tillsammans med den före detta Guantanamo Bay-fången Moazzam Begg för välgörenhetsorganisationen CAGE, som lanserade en rapport som kritiserade västvärldens antiterrortaktik i Östafrika.

### Åter i Somalia, 2010 och framåt
Några månader efter presskonferensen 2010 flydde han till Somalia. Detta efter att ha blivit utredd av MI5 för att ha radikaliserat unga män. Mūmin hade hållit predikningar i moskén där Michael Adebolajo, en av de islamistiska terrorister som var ansvariga för mordet på den brittiske soldaten Lee Rigby, deltog.